# Riet van Grunsven
Maria Catharina 'Riet' van Grunsven (Geffen, 6 september 1918 - 's-Hertogenbosch, 1 maart 2004), ook bekend als Riet van de Haterd-van Grunsven, was een verzetsvrouw tijdens de Tweede Wereldoorlog. 

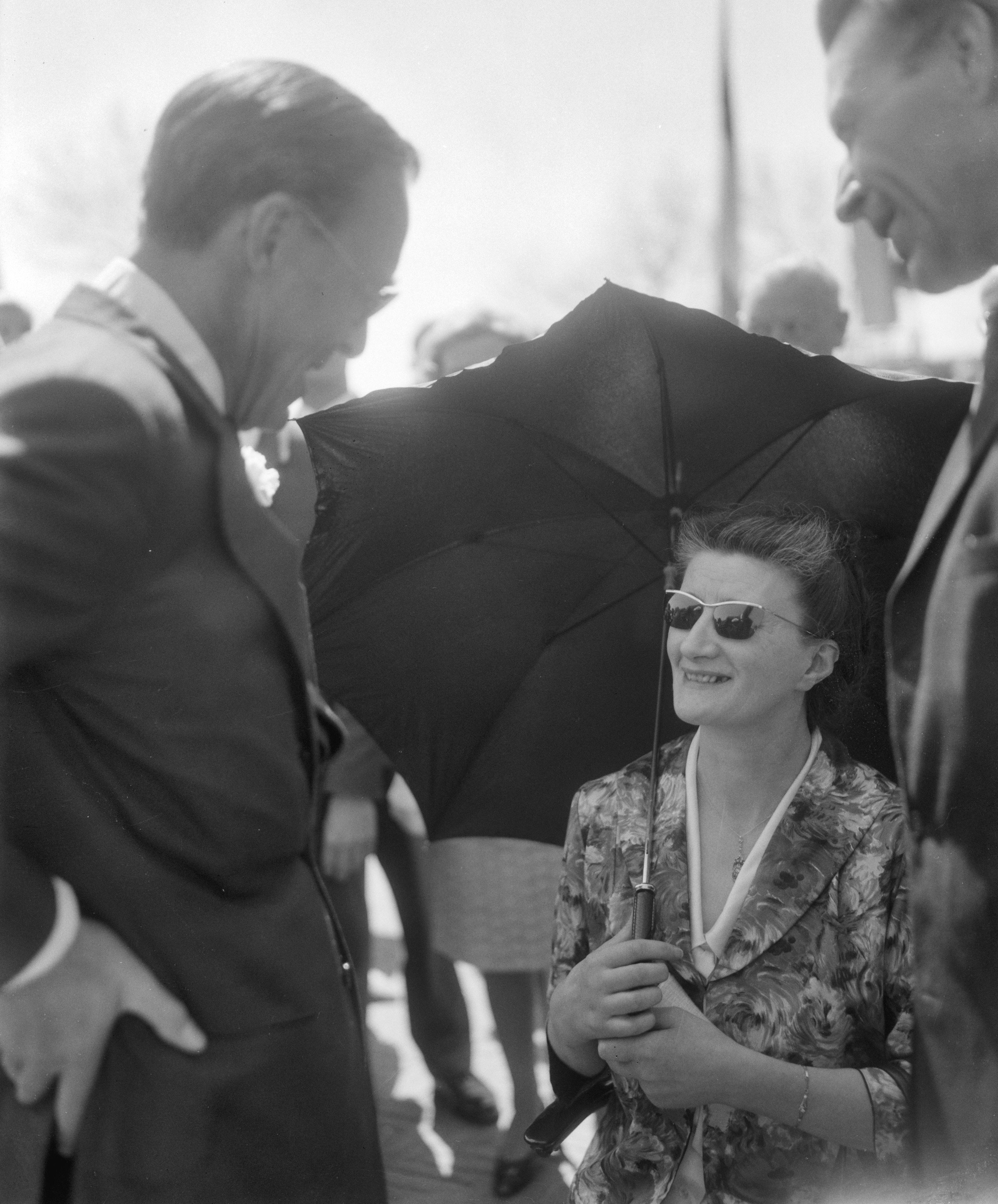
Riet van Grunsven en prins Bernhard bij de onthulling van het cross line monument in Sliedrecht (1966)

Van Grunsven was vanaf het begin van de oorlog actief in het gewapend verzet in de provincie Noord-Brabant. Haar ouderlijk huis lag afgelegen. In het achterhuis was een schuilplaats voor onderduikers: oud-militairen, mensen met bestuurlijke functies die in verzet kwamen tegen de Duitse wetgeving, en principiële zakenlui.
Van Grunsven was onder andere betrokken bij het verzamelen van inlichtingen en bij het bevrijden van (ter dood veroordeelde) verzetsmensen uit de gevangenis. Ze beschreef dat aan zo'n bevrijding een uiterst grondige voorbereiding vooraf ging, het was millimeterwerk tot op de seconde. Bij één bevrijding kleedde ze zich in een verpleegstersuniform waarin ze een revolver verborg. De Duitse gevangeniswacht gaf ze een fles wijn met een slaapmiddel. Ze zocht de sleutel van de cel en bevrijdde de verzetsstrijders.
Instructies kreeg ze van Carel van de Donck van de Raad van Verzet, of van de Ondergrondse Dienst met Jan de Swart aan het hoofd. Lid waren onder meer Henk Koning, Ad Benne, Harrie Roelands, Daan en Klaas Gielen en de studenten Duyx en Trimbos. Het gebouw van Waterschap de Aa in de Postelstraat in Den Bosch was een coördinatiepunt voor de verschillende posten in de stad en diende vanaf 1944 als hoofdkwartier voor de Binnenlandse Strijdkrachten.
In het laatste jaar van de oorlog maakte Van Grunsven deel uit van een groep die langs de Corridor, gebied dat afwisselend door de Engelsen en de Duitsers was bezet, informatie verzamelde over militaire posities van de Duitsers. Ze bleef dit werk ook na de bevrijding doen en maakte vier keer de gevaarlijke oversteek van bezet gebied naar bevrijd gebied (line-crossing) om informatie te verzamelen en over te brengen naar de geallieerde troepen. In de winter van 1944-1945 kwam zij bij een van haar missies op het ijs ten val en beschadigde een nekwervel; ze zat lang vast in de vrieskou. Zij bleef daardoor de rest van haar leven deels verlamd. Zij was binnen het verzet bekend onder de namen 'IJsblok' of 'Trubbel'.
Voor haar verzetswerk werd zij onderscheiden met de Bronzen Leeuw, die haar op 14 juli 1949 in Sliedrecht door prins Bernhard werd uitgereikt. Zij was de eerste vrouw die deze onderscheiding kreeg.